# Cornélio Procópio
Cornélio Procópio este un oraș în Paraná (PR), Brazilia.